# Lijst van voetbalinterlands Nederland - Schotland (vrouwen)
Deze lijst van voetbalinterlands is een overzicht van alle voetbalwedstrijden tussen de nationale teams van Nederland en Schotland. De landen hebben tot op heden 23 keer tegen elkaar gespeeld. De eerste ontmoeting, een kwalificatiewedstrijd voor het Europees kampioenschap voetbal vrouwen 1989, werd gespeeld in Nuth op 7 november 1987. Het laatste duel, een groepswedstrijd tijdens de UEFA Women's Nations League 2025, vond plaats op 3 juni 2025 in Tilburg.

## Wedstrijden
| №  | Plaats     | Datum             | Competitie                          | Wedstrijd             | Uitslag |
| -- | ---------- | ----------------- | ----------------------------------- | --------------------- | ------- |
| 1  | Nuth       | 7 november 1987   | EK 1989 kwalificatie                | Nederland − Schotland | 4 − 0   |
| 2  | Zeist      | 16 december 1998  | Vriendschappelijk                   | Nederland − Schotland | 1 − 0   |
| 3  | Hilversum  | 20 augustus 2000  | Vriendschappelijk                   | Nederland − Schotland | 3 − 2   |
| 4  | Veenendaal | 18 september 2000 | Vriendschappelijk                   | Nederland − Schotland | 3 − 1   |
| 5  | Livingston | 8 mei 2001        | Vriendschappelijk                   | Schotland − Nederland | 0 − 4   |
| 6  | Livingston | 10 mei 2001       | Vriendschappelijk                   | Schotland − Nederland | 0 − 2   |
| 7  | Albufeira  | 15 december 2002  | Vriendschappelijk                   | Schotland − Nederland | 0 − 0   |
| 8  | Livingston | 1 oktober 2003    | Vriendschappelijk                   | Schotland − Nederland | 0 − 2   |
| 9  | Paralimni  | 7 maart 2008      | Vriendschappelijk                   | Nederland − Schotland | 1 − 0   |
| 10 | Nicosia    | 24 februari 2010  | Vriendschappelijk                   | Schotland − Nederland | 1 − 4   |
| 11 | Volendam   | 3 maart 2011      | Vriendschappelijk                   | Nederland − Schotland | 6 − 2   |
| 12 | Nicosia    | 1 maart 2012      | Vriendschappelijk                   | Schotland − Nederland | 2 − 1   |
| 13 | Nicosia    | 13 maart 2013     | Vriendschappelijk                   | Schotland − Nederland | 1 − 0   |
| 14 | Nicosia    | 7 maart 2014      | Vriendschappelijk                   | Schotland − Nederland | 4 − 3   |
| 15 | Edinburgh  | 25 oktober 2014   | WK 2015 kwalificatie                | Schotland − Nederland | 1 − 2   |
| 16 | Rotterdam  | 30 oktober 2014   | WK 2015 kwalificatie                | Nederland − Schotland | 2 − 0   |
| 17 | Larnaca    | 11 maart 2015     | Vriendschappelijk                   | Schotland − Nederland | 3 − 1   |
| 18 | Livingston | 20 oktober 2017   | Vriendschappelijk                   | Schotland − Nederland | 0 − 7   |
| 19 | Zwolle     | 2 september 2022  | Vriendschappelijk                   | Nederland − Schotland | 2 − 1   |
| 20 | Nijmegen   | 27 oktober 2023   | UEFA Women's Nations League 2023/24 | Nederland − Schotland | 4 − 0   |
| 21 | Glasgow    | 31 oktober 2023   | UEFA Women's Nations League 2023/24 | Schotland − Nederland | 0 − 1   |
| 22 | Glasgow    | 25 februari 2025  | UEFA Women's Nations League 2025    | Schotland − Nederland | 1 − 2   |
| 23 | Tilburg    | 3 juni 2025       | UEFA Women's Nations League 2025    | Nederland − Schotland | 1 − 1   |

## Samenvatting
| Competitie                  | Totaal gespeeld | Winst Nederland | Gelijk | Winst Schotland | Doelsaldo Nederland – Schotland |
| --------------------------- | --------------- | --------------- | ------ | --------------- | ------------------------------- |
| WK-kwalificatie             | 2               | 2               | 0      | 0               | 4 − 1                           |
| EK-kwalificatie             | 1               | 1               | 0      | 0               | 4 − 0                           |
| UEFA Women's Nations League | 4               | 3               | 1      | 0               | 8 − 2                           |
| Vriendschappelijk           | 16              | 11              | 1      | 4               | 40 − 17                         |
| Totaal                      | 23              | 17              | 2      | 4               | 56 − 20                         |